# Глибоке (місто)
Глибо́ке (біл. Глыбокае) — місто в Вітебській області Білорусі. Адміністративний центр Глибоцького району.
Населення міста становить 19,5 тис. осіб (2006).
Глибоке розташоване на озерах Кагальному та Великому, та річці Березівка, що до нього впадає.

## Економіка
В Глибокому працюють м'ясокомбінат, молочноконсервний завод та підприємства деревообробної промисловості. Місто є центром туризму національного значення. З початку XX століття тут поширене гончарне ремесло, так звана Глибоцька кераміка. Діє історико-етнографічний музей.

## Історія
Вперше місто згадується 1414 року. З 1514 року містечко та фортеця в Великому Князівстві Литовському, належало Корсакам, Радзивілам, Вітгенштейнам. В 1628 році засновано католицький костел, в XVIII—XIX століттях при ньому діяла початкова школа та бібліотека. В 1793 році відійшло до складу Російської імперії як містечко Дісненського повіту. В Першу Світову війну до Глибокого прокладена залізниця. В 1921-39 роках перебувало в складі Польщі як центр Дісненського повіту Віленського воєводства. В 1939 році — в складі БРСР, в 1940 році містечко отримало статус міста і став центром району. В роки Другої Світової війни поблизу діяв Березвецький табір смерті.

## Видатні місця

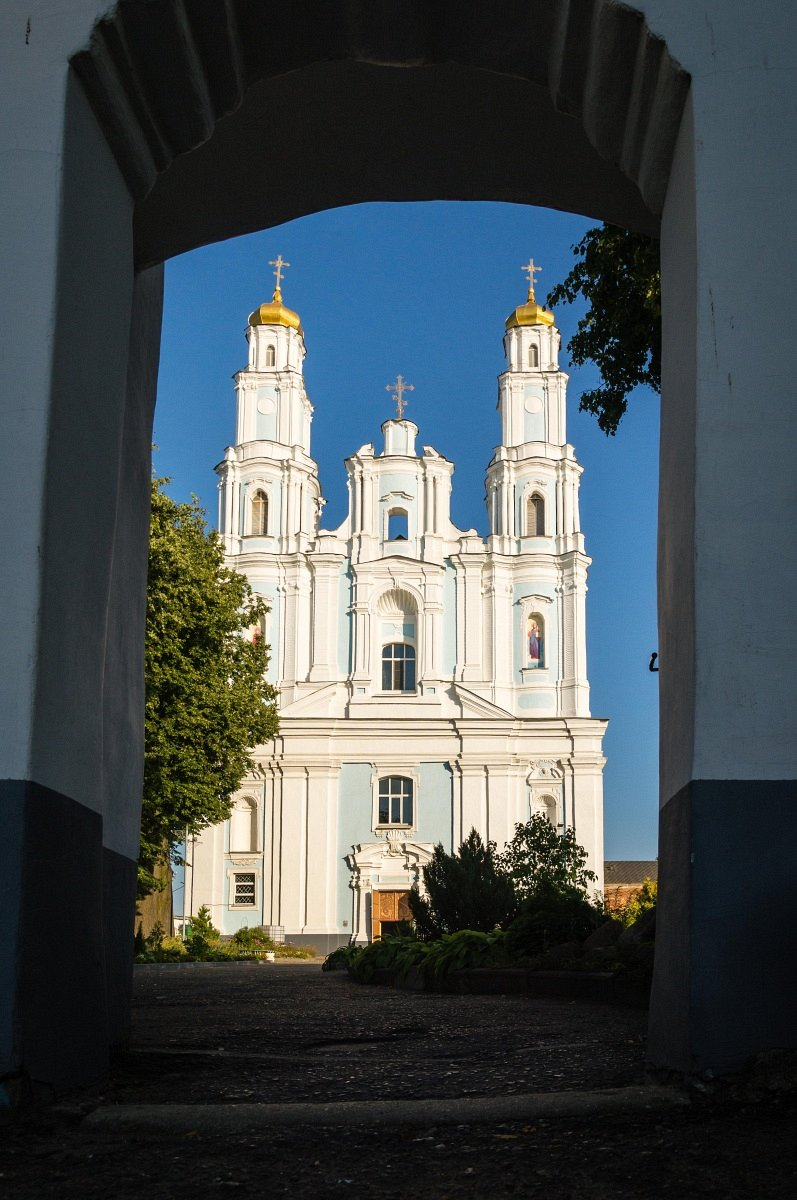
Собор Різдва Пресвятої Богородиці

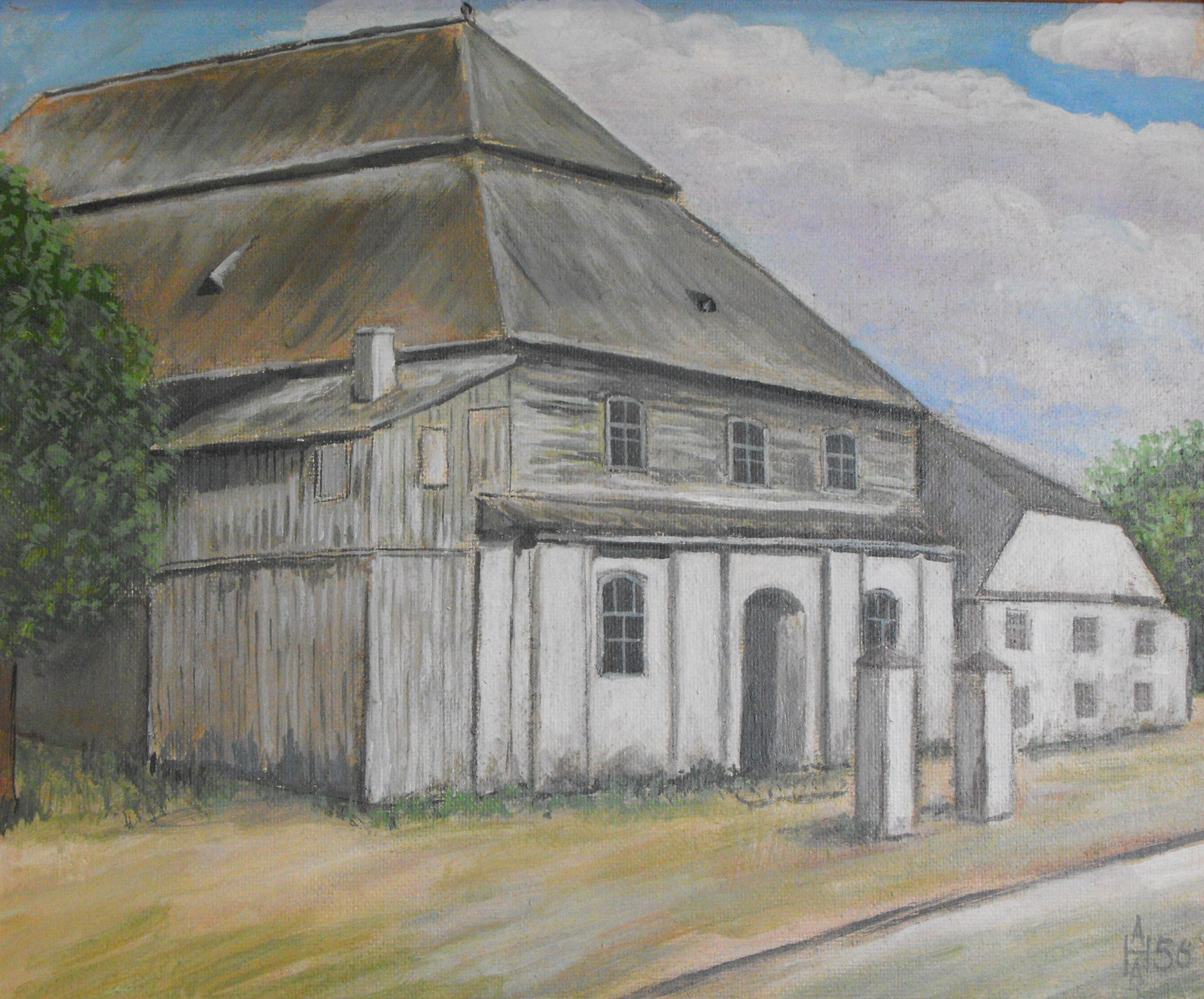
Будівля колишньої синагоги, 1956 рік. Художник А. Наливаєв.

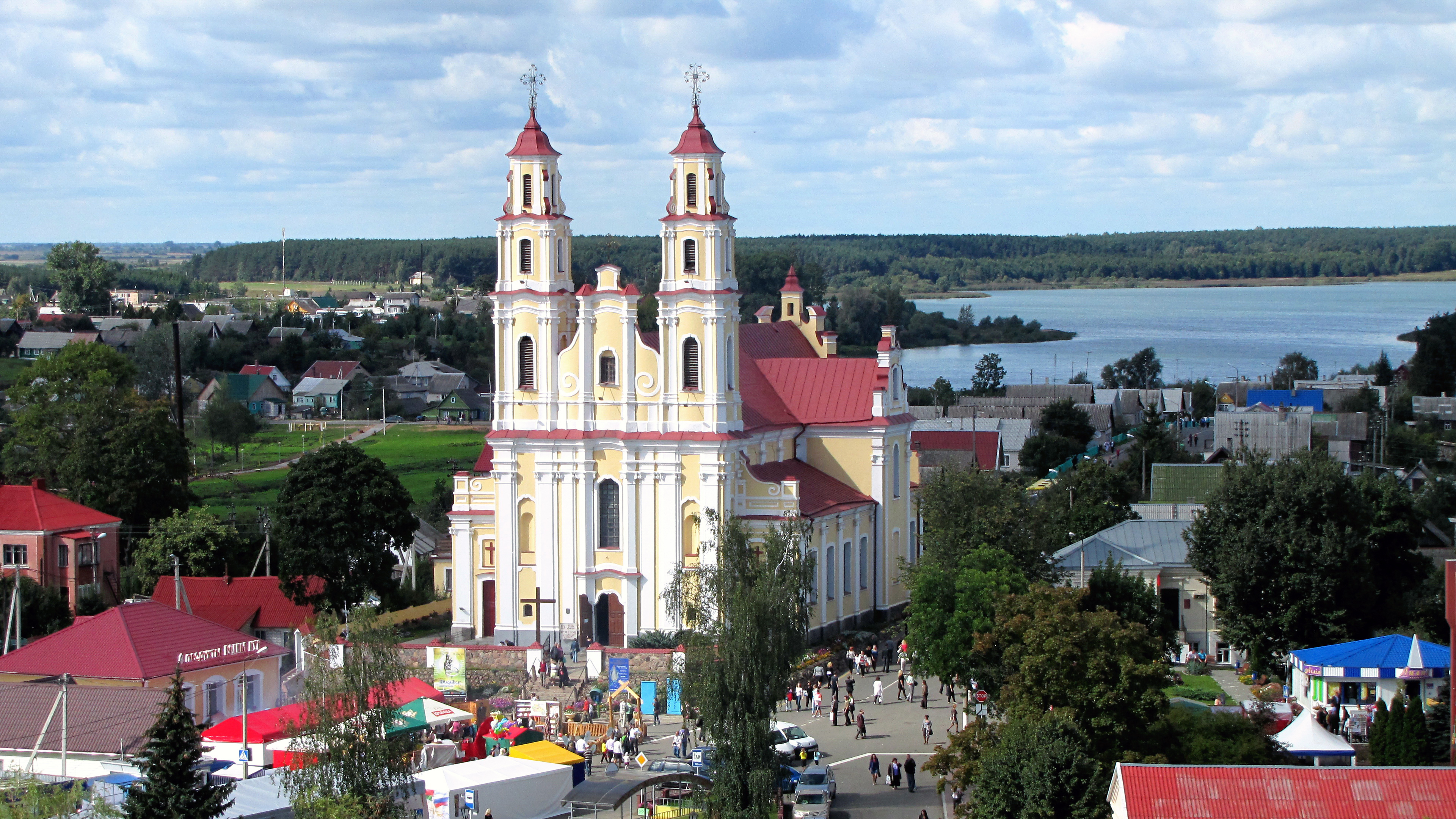
Римо-католицька церква Св. Трійці

- Дендрарій — ботанічна пам'ятка природи державного значення
- Костел Святої Трійці (1628;)
- Церква Святого пророка Іллі (1775)
- Собор Різдва Богородиці (1639;)
- Меморіальна колона в пам'ять про Конституцію 3 травня 1791 року (кін. XVIII ст.)
- Палац Радзивілів (1700)

## Відомі особи
- Душевський Клавдій Степанович — політичний діяч, дипломат, редактор, педагог
- Сухий Павло Йосипович — радянський авіаконструктор, двічі Герой Соціалістичної Праці